# Лисицын, Анатолий Иванович
Анато́лий Ива́нович Лиси́цын (род. 26 июня 1947, Калининская область, РСФСР, СССР) — российский государственный и политический деятель. Председатель горисполкома Рыбинска (1990—1991), губернатор Ярославской области (1991—2007). Депутат Государственной думы Российской Федерации V (2007—2011) и VIII созыва (с 2021), представитель Ярославской областной думы в Совете Федерации (2011—2018).
Из-за поддержки нарушения территориальной целостности Украины во время российско-украинской войны находится под персональными международными санкциями всех стран Европейского союза, Великобритании, США, Канады, Швейцарии, Австралии, Японии, Украины, Новой Зеландии.

## Биография

### Ранние годы
Родился 26 июня 1947 года в деревне Большие Сменки Сонковского района Калининской области. Полное среднее образование получил в вечерней школе.
В 1963 году в возрасте 16 лет пришёл на Рыбинский мебельно-деревообрабатывающий комбинат «Свобода» учеником столяра. На этом предприятии проработал около 25 лет — до 1987 года. В 1965—1966 годах проходил срочную службу по призыву, служил в Военно-воздушных силах ВС Союза ССР (ГСВГ) в ГДР, сержант.
После армии продолжил работу столяром на рыбинской мебельной фабрике «Свобода». Там он познакомился со своей будущей супругой Раисой. Свадебное торжество в январе 1971 года отмечали прямо в фабричной столовой. А в октябре 1971 года родилась дочь Ольга.
В 1972 году поступил в Ленинградскую лесотехническую академию им. С. М. Кирова. В 1977 году окончил лесотехническую академию по специальности «инженер-технолог»..
В октябре 1982 года назначен директором МДК «Свобода».

### Начало политической карьеры (1987—1991)
В 1987 году избран председателем райисполкома Центрального района Рыбинска; первым заместителем председателя Рыбинского горисполкома.
C мая 1990 по 3 декабря 1991 года — председатель горисполкома Рыбинска. Также был депутатом городского и с мая 1990 года областного Советов народных депутатов. Выдвигался на пост председателя облисполкома, но проиграл выборы В. А. Ковалёву. Состоял в КПСС до августа 1991 года.

### Глава администрации Ярославской области (1991—1995)
В августе 1991 года президент России Борис Ельцин создал новый институт — назначаемого президентом главы региональной администрации (под администрацией понимался орган региональной исполнительной власти).
3 декабря 1991 года А. И. Лисицын был назначен исполняющим обязанности главы администрации Ярославской области, а 10 сентября 1992 года — главой администрации области.
В декабре 1992 года он поддержал Б. Н. Ельцина в противостоянии с Верховным Советом России. С 1992 года сопредседатель Союза губернаторов России.
В 1993 году — сопредседатель комиссии по рассмотрению проекта Конституции России. В сентябре — октябре 1993 года во время противостояния между Президентом и Верховным Советом вёл себя осторожно.
В 1993—1995 годах депутат Совета Федерации, куда был избран при поддержке блока Егора Гайдара «Выбор России»; был членом комитета по международным делам. В июне 1994 года участник учредительного съезда партии «Демократический выбор России». С 1995 года участник движения «Наш дом — Россия», был членом его Совета.
Требовал назначения Е. Гайдара Председателем Правительства России, называя его «стержневой фигурой в экономике». В апреле 1993 года им был привлечён к сотрудничеству гайдаровский Институт экономических проблем переходного периода, разработавший для области экономико-инвестиционную программу. В области появился первый в России департамент инвестиций. Результаты деятельности этих специалистов оцениваются по-разному.
В 1993 году подписал соглашение о торгово-экономическом сотрудничестве с непризнанной Приднестровской Молдавской Республикой — это был её первый официальный акт.
С 1994 года президент ассоциации областей Центральной России.

### Губернатор Ярославской области (1995—2007)
Выборы 1995 года, срок 1995—1999

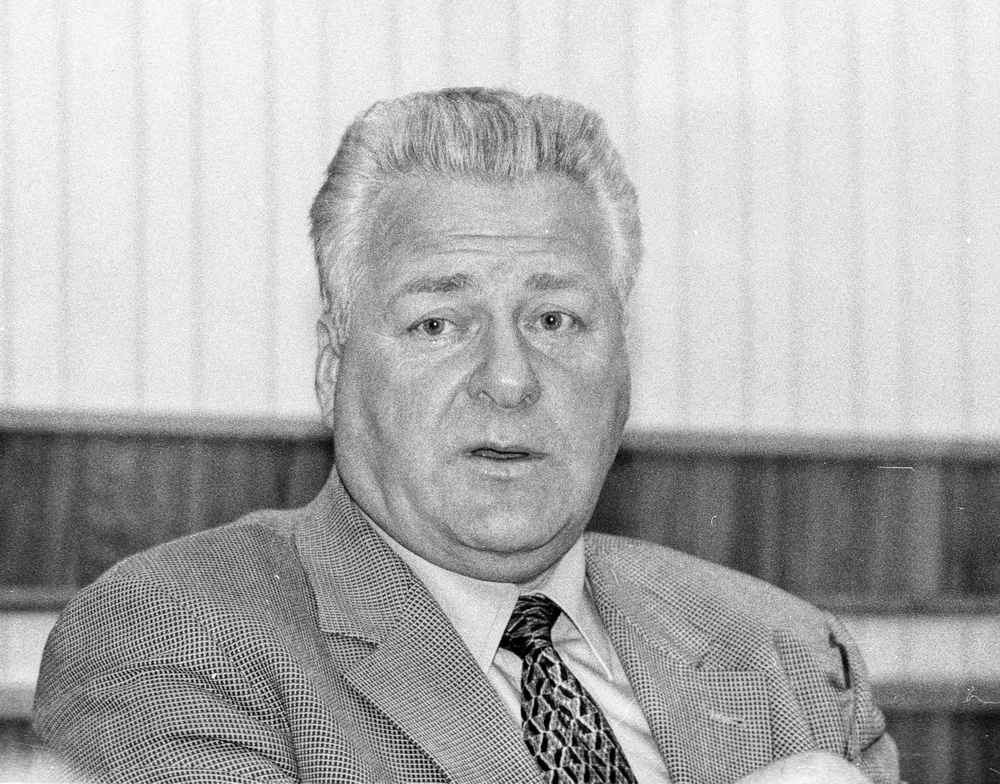
Губернатор Ярославской области Анатолий Лисицын в октябре 1998.

На губернаторских выборах 17 декабря 1995 года был поддержан движением «Наш дом — Россия» (в дальнейшем он был членом движения до 1998 года). Его основным соперником был первый секретарь Ярославского обкома КПРФ В. И. Корнилов.
При явке 68 % набрал в первом туре 51,5 % голосов и был избран губернатором Ярославской области на 4 года.
С 1996 года член Совета Федерации по должности; входил в Комитет по международным делам.
Установил тесные экономические связи региона с Белоруссией. В 1997 году райцентр Углич был объявлен им зоной свободного предпринимательства.
В 1995 и 1997 годах избирался президентом Межрегиональной ассоциации экономического взаимодействия субъектов РФ «Центральная Россия». С 1998 года член Правительства России, в сентябре этого года участвовал в работе его Президиума. 1 октября 1998 года (одним из первых) вышел из движения «Наш дом — Россия». Через месяц стал членом оргкомитета движения «Отечество» Ю. М. Лужкова, а позднее и политсовета блока «Отечество — Вся Россия»; разделял идею выдвинуть единого кандидата в Президенты России на выборах 2000 года от «Отечество — Вся Россия» и «Единство» — Председателя Правительства В. В. Путина.
Выборы 1999 года, срок 1999—2003

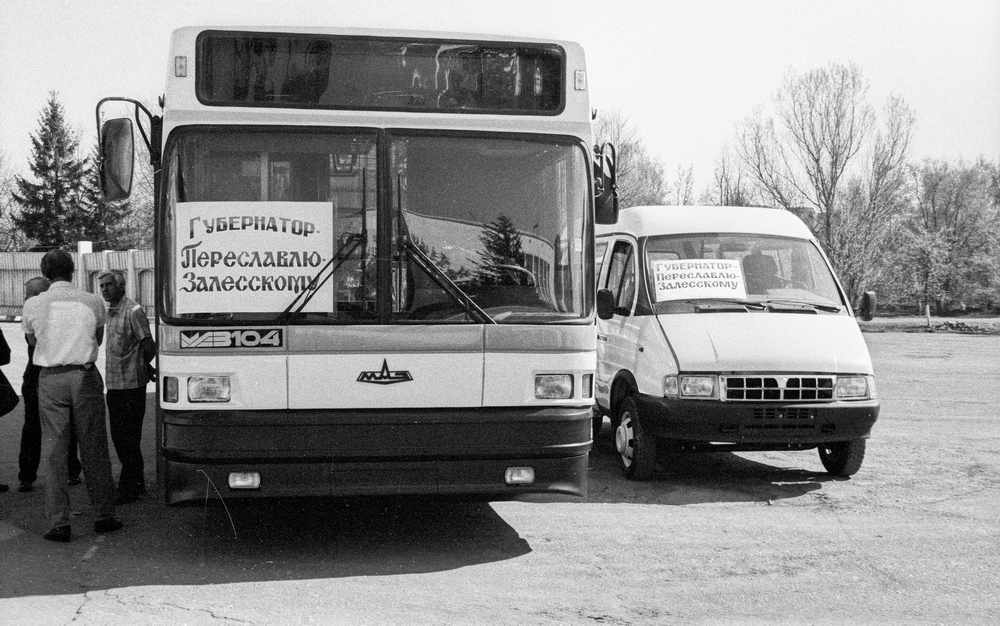
Транспорт, переданный губернатором в апреле 2000 Переславскому АТП города Переславль-Залесский.

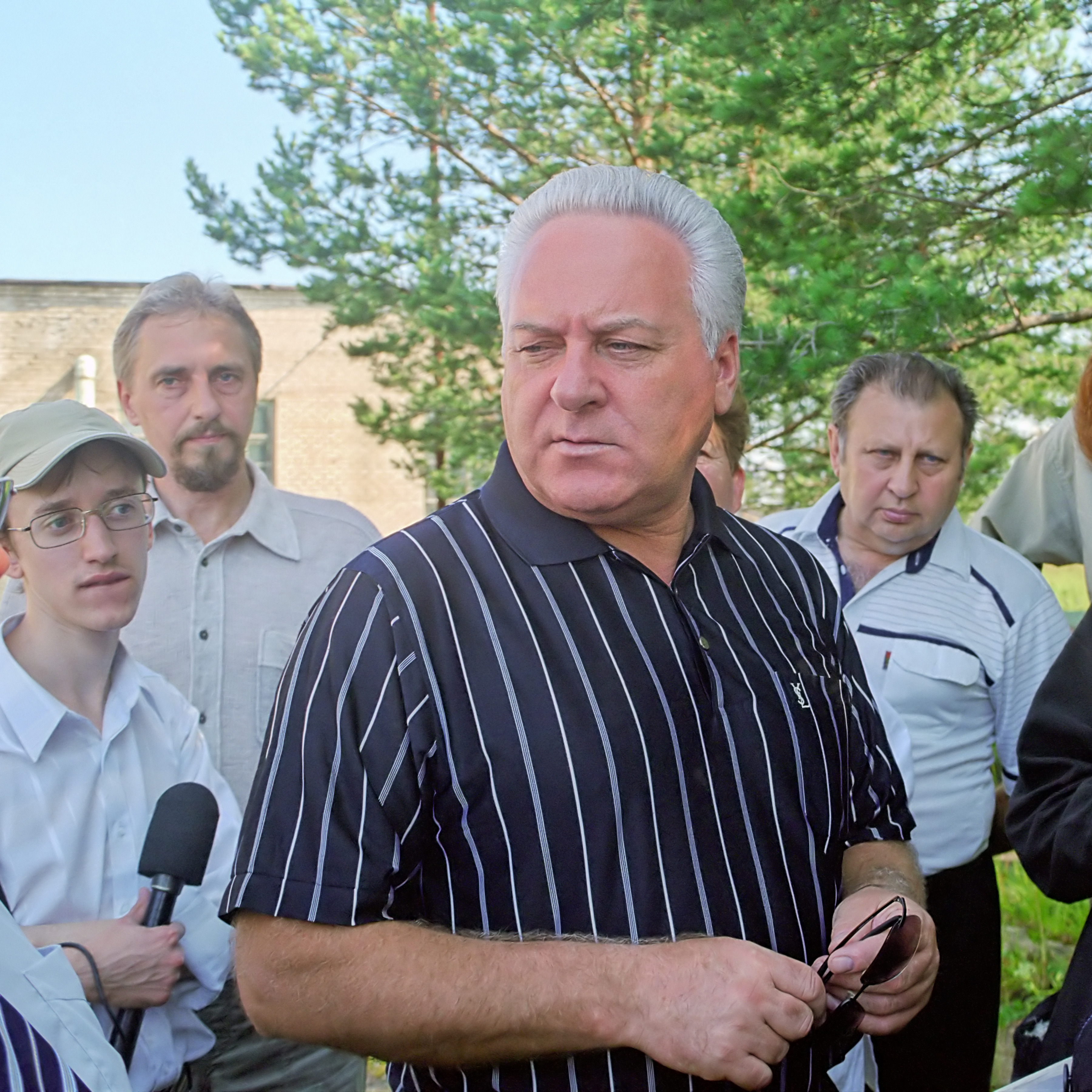
Анатолий Лисицын в июле 2003.

В декабре 1999 года переизбран на пост Губернатора Ярославской области, набрав в первом туре 63,88 % голосов. До 2001 года член Совета Федерации по должности. С 12 марта по 17 сентября 2001 — член президиума Государственного совета Российской Федерации, возглавлял рабочую группу по вопросам развития оборонно-промышленного комплекса страны.
На президентских выборах 2000 года был доверенным лицом В. В. Путина в Ярославской области. 28 февраля 2003 года вступил в партию «Единая Россия».
В том числе по его инициативе в Ярославле построен современный ледовый дворец — «Арена 2000». Запретил проводить в Ярославской области корриду. Выступил с предложением объединить Ярославскую область с соседними областями — Ивановской и Костромской; инициатива была не поддержана главами этих регионов и сверху.
Выборы 2003 года, срок 2003—2006
7 декабря 2003 года переизбран на пост губернатора, набрав 74,82 % голосов в первом туре.
В составе группы губернаторов заявлял о необходимости увеличения срока полномочий Президента России с 4 до 7 лет. В сентябре 2004 года выступил с инициативой об изменении Конституции России, чтобы президента можно было избирать на третий срок.
В 2004 году поддержал инициативу Путина о новом порядке наделения полномочиями высших должностных лиц субъектов федерации, напомнив, что ещё в 1998 году предлагал назначать губернаторов.
Уголовное дело
1 июня 2004 года на заседании Государственного совета выразил недовольство тем, что дорожный налог стал поступать не в региональную казну, а в федеральную; Президент России В. Путин ответил на это, что регионам взамен предоставлены другие средства доходов, но ярославские власти «решили потратить эти деньги не на дороги, а на что-то другое». Последовала проверка Ярославской области Счётной палатой на предмет нецелевого расходования бюджетных средств. Контролёры и следствие посчитали, что в результате действия закона «О стимулировании экономического развития Ярославской области», принятого местной думой в апреле 2001 года и впоследствии подписанного губернатором. бюджет потерял 1,5 млрд рублей. Закон позволял некоторым местным предприятиям получать субсидии из бюджета области и освобождение от налогов.
20 августа 2004 года прокуратурой было заведено уголовное дело по статье 286, часть 3 УК РФ «превышение должностных полномочий лицом, занимающим государственную должность главы субъекта Российской Федерации с причинением тяжких последствий». А. Лисицын находился под подпиской о невыезде. Вину отрицал и связывал проверки с политическим преследованием. В апреле 2005 года стало известно, что Генпрокуратура сама прекратила уголовное преследование губернатора в связи с истечением срока давности уголовного преследования. При этом, по версии следствия, установлено, что действиями губернатора бюджету области причинен ущерб на сумму более 1 млрд рублей. Следствие считало, что согласие губернатора на прекращение уголовного дела свидетельствует о признании вины, сам он не был согласен с такой трактовкой.
Наделение полномочиями 2006 года

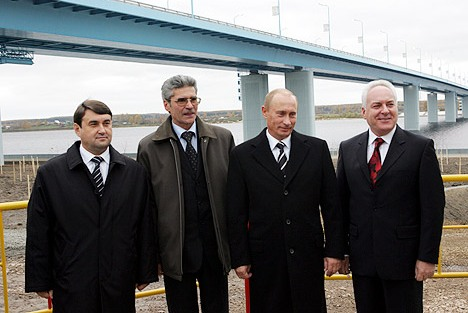
На открытии Юбилейного моста через Волгу в Ярославле, 13 октября 2006.

Его губернаторские полномочия истекали в декабре 2007 года, однако в октябре 2006 года он досрочно объявил об отставке. 13 октября 2006 года, во время рабочего визита президента В. Путина в Ярославль, подал президенту прошение об отставке, планируя вновь занять ту же должность, но уже путём назначения и на новый срок. Путин отставку принял и внёс его кандидатуру в Государственную думу Ярославской области 4-го созыва для наделения полномочиями губернатора Ярославской области на новый срок. 2 ноября 2006 года в ходе заседания областной думы он был подтверждён в должности губернатора.За него проголосовали 42 из 45 присутствовавших на заседании депутатов.

### Депутат Государственной думы (2007—2011)
2 декабря 2007 года состоялись выборы депутатов Государственной думы РФ пятого созыва. После подведения итогов выборов он, как возглавлявший региональный список партии, некоторое время посомневавшись, принял мандат депутата Госдумы. 13 декабря 2007 года официально объявил о сложении полномочий и принятом решении стать депутатом Государственной думы РФ V созыва. Его полномочия закончились бы в ноябре 2010 года.
В Госдуме был членом комитета по транспорту.
Вместе с политологом Александром Миклиным написал книгу «Либеральная революция в России — изнанка», посвящённую 1980-1990-м годам.
Среди наиболее заметных его проектов в качестве депутата — работа по продвижению русского языка на Западной Украине и восстановление воинского русского кладбища времён Первой мировой войны в Сербии.
В 2008 году стало известно, что он может быть допрошен по уголовному делу по факту мошенничества в футбольном клубе «Шинник». Следствие инкриминировало директору клуба Владимиру Шепелю многомиллионные хищения спонсорских денег. Ранее его назначение лоббировал А. Лисицын, бывший президентом клуба в 2005—2007 годах. В мае 2009 Лисицын опрашивался следователями в качестве свидетеля. В ноябре 2009 Шепель был признан виновным и приговорён к 7 годам заключения.

### Член Совета Федерации (2011—2018)

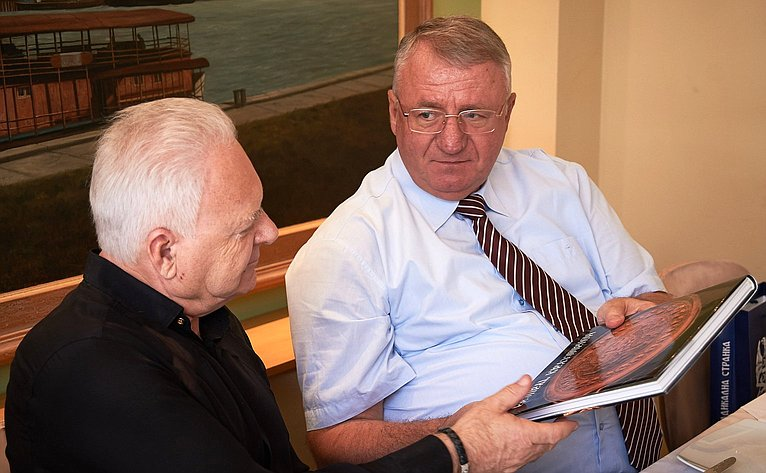
С лидером Сербской радикальной партии Воиславом Шешелем, 2016 год

22 ноября 2011 года Ярославская областная дума приняла постановление об избрании А. Лисицына её представителем в Совете Федерации Федерального Собрания Российской Федерации. Входил в комитет по международным делам.
В сентябре 2018 года, в связи с истечением полномочий Ярославской областной думы 6 созыва, истекли и его полномочия в Совете Федерации.

### Переход в Справедливую Россию
В январе 2019 года голосованием был исключён из президиума политсовета ярославского отделения «Единой России». Бывший губернатор не был согласен с обновлением партийного руководства и решением коллег, но отметил, что не планирует вставать в оппозицию «партии президента» и покидать «Единую Россию». После единого дня голосования в сентябре 2019 года выступил с критикой партии и использования административного ресурса. Уже в марте 2020 года вышел из «Единой России», объяснив своё решение тем, что членство в партии не позволяет ему «работать для людей региона». Этому решению предшествовало лишение А. Лисицына именного места в вип-ложе домашней арены хоккейного клуба «Локомотив», которым много лет пользовался экс-губернатор.
В июне 2020 года вступил в партию «Справедливая Россия». В том же месяце был выдвинут от новой партии кандидатом на довыборах в Госдуму 2020 года по 194 избирательному округу. Проиграл выборы кандидату от «Единой России» А. Н. Коваленко.
Принимал участие в выборах в Государственную думу VIII созыва, на которых был поддержан «Умным голосованием» и смог одержать победу, обойдя пошедшего на перевыборы Коваленко (36,47 % против 27,27 %).

## Международные санкции
Из-за нарушения территориальной целостности и независимости Украины во время российско-украинской войны находится под персональными международными санкциями разных стран.
23 февраля 2022 года внесён в санкционные списки стран Евросоюза за действия и политику, которые подрывают территориальную целостность, суверенитет и независимость Украины и еще больше дестабилизируют Украину.
24 февраля 2022 года включён в санкционный список Канады «близких соратников режима» за голосование о признании независимости «так называемых республик в Донецке и Луганске».
24 марта 2022 года, на фоне вторжения России на Украину, включён в санкционный список США за «соучастие в войне Путина» и «поддержку усилий Кремля по вторжению в Украину», Госдеп США заявил что депутаты Госдумы используют свои полномочия для преследования инакомыслящих и политических оппонентов, нарушают свободу информации, ограничивают права человека и основные свободы граждан России.
По аналогичным основаниям, с 25 февраля 2022 года находится под санкциями Швейцарии. С 26 февраля 2022 года находится под санкциями Австралии. С 11 марта 2022 года находится под санкциями Великобритании. С 18 марта 2022 года находится под санкциями Новой Зеландии.  С 12 апреля 2022 под персональными санкциями Японии. Указом президента Украины Владимира Зеленского с 7 сентября 2022 года находится под санкциями Украины.

## Критика
В январе 1997 года, желая заслужить доверие центра, пригласил премьер-министра В. С. Черномырдина на зимнюю охоту на медведя. В берлоге оказалась медведица с двумя медвежатами, которых два высокопоставленных охотника убили.
В 2004 году «Независимая газета» писала, что Лисицын — заядлый охотник. В Ярославской области он охотится на утку, лося, кабана и волка. По десять дней в году тратит на горную охоту в Кыргызстане. Там отстреливает высокогорных козлов — архаров. Это уязвимый вид, животное включено в Красную книгу России. Среди «трофеев» Лисицына — голова крупнейшего подвида архаров барана Марко Поло или памирского архара.

## Собственность и доходы
В 2018 году задекларировал годовой доход за 2017 год в 4 949 857 рублей, его супруга — в 2 911 799 рублей. На самого А. Лисицына зарегистрированы только два автомобиля — BMW F26 X4 xDrive 30d и Мерседес-Бенц Е 300 4 MATIC. В собственности у Раисы Леонидовны Лисициной находились квартиры 124,6 м² и 91,9 м², а также гараж 38,6 м². Также ей принадлежали два земельных участка (0,4 га и 15 га), дачный жилой дом (221 м²) и Мерседес-Бенц GLA 250 4 Matic.

## Награды
- Орден «За заслуги перед Отечеством» III степени (2 февраля 2004) — за большой вклад в укрепление российской государственности и многолетнюю добросовестную работу[45]
- Орден Почёта (2 декабря 2000) — за большой вклад в социально-экономическое развитие области и многолетний добросовестный труд[46]
- Орден Дружбы (2 мая 1996) — за заслуги перед государством и многолетний добросовестный труд[47]
- Орден Почёта (2 апреля 2002, Белоруссия) — за активное участие в развитии экономических отношений между Ярославской областью Российской Федерации и Республикой Беларусь[48]
- Орден «Знак Почёта»
- Орден святого благоверного князя Даниила Московского II степени (РПЦ)
- Орден святого благоверного царевича Димитрия (РПЦ)
- Орден преподобного Сергия Радонежского I и II степени (РПЦ)
- Медаль «За труды во благо земли Ярославской» (13 сентября 2010) — за большие заслуги в подготовке празднования тысячелетия Ярославля[49]
- Благодарность Президента Российской Федерации (26 июня 2007) — за большой вклад в социально-экономическое развитие области и многолетнюю добросовестную работу[50]
- Благодарность Президента Российской Федерации (17 июня 1997) — за большой вклад в укрепление экономики и развитие социальной сферы[51]
- Благодарность Президента Российской Федерации (12 августа 1996) — за активное участие в организации и проведении выборной кампании Президента Российской Федерации в 1996 году[52]
- Почётная грамота Правительства Российской Федерации (3 июня 1997) — за большой личный вклад в социально-экономическое развитие Ярославской области и многолетний добросовестный труд[53]
- Именной пистолет Макарова (23 февраля 2004)[54]
- Почётный гражданин Рыбинска (2002) и Ярославля (2006)
- Первый лауреат премии «Российский Национальный Олимп» в номинации «Губернатор года» (2001)
- Большое количество общественных наград и премий[3][11]
- Членство в Ротари-клубе[55]
- Медаль «МПА СНГ. 25 лет» (27 марта 2017, Межпарламентская ассамблея СНГ) — за заслуги в деле развития и укрепления парламентаризма, за вклад в развитие и совершенствование правовых основ функционирования Содружества Независимых Государств, укрепление международных связей и межпарламентского сотрудничества[56]

## Публикации
- Провинция: борьба за власть. Анализ и размышления. — Ярославль : Изд-во ТОО «ЛИЯ», 1996. — 133,[1] с., [8] л. ил. ISBN 5-86895-009-7
- Анатолий Лисицын, Александр Миклин Либеральная революция в России. Изнанка. — М.: Эксмо, 2009. — 235, [4] с. : ил., портр., табл. ISBN 978-5-699-39030-4